# Irish Open Challenger 2007
L'Irish Open Challenger 2007, noto come Shelbourne Irish Open 2007 per motivi di sponsorizzazione, è stato un torneo professionistico maschile di tennis facente parte della categoria ATP Challenger Series nell'ambito delle ATP Challenger Series 2007. È stata la 2ª edizione del torneo e si è giocata a Dublino in Irlanda dal 2 all'8 luglio 2007 sui campi in sintetico all'aperto del Fitzwilliam Lawn Tennis Club.

## Vincitori

### Singolare
Rohan Bopanna ha battuto in finale  Martin Pedersen con il punteggio di 6–4, 6–3

### Doppio
Rohan Bopanna /  Adam Feeney hanno battuto in finale  Lars Burgsmüller /  Miša Zverev con il punteggio di 6–2, 6–2